# Vrbovac (Smederevo)
Vrbovac (em cirílico: Врбовац) é uma vila da Sérvia localizada no município de Smederevo, pertencente ao distrito de Podunavlje, na região de Podunavlje. A sua população era de 1024 habitantes segundo o censo de 2011.

## Demografia
| 1948 | 1953 | 1961 | 1971 | 1981 | 1991 | 2002 | 2011 |
| ---- | ---- | ---- | ---- | ---- | ---- | ---- | ---- |
| 1344 | 1351 | 1416 | 1303 | 1268 | 1220 | 1108 | 1024 |